# Trachyguina emplastra
Trachyguina emplastra är en insektsart som beskrevs av Young 1986. Trachyguina emplastra ingår i släktet Trachyguina och familjen dvärgstritar. Inga underarter finns listade i Catalogue of Life.